# Горна Мелна
Горна Мелна е село в Западна България. То се намира в община Трън, област Перник.

## География
Село Горна Мелна се намира в планината Кървав камък.

## История
Името е производно от „мел“ – ронлива скала; белезникава песъчлива почва, за сравнение старобългарското „мýлъ“ (варовик, вар).
В стари документи и османски регистри селото е записвано по следните начини: Гюрне Иммелне, Горна Имелна в 1576 г.; Горна Мелна в 1878 г.
При избухването на Балканската война двама души от Горна Мелна са доброволци в Македоно-одринското опълчение.
Населението през 1946 е 674 души, а днес в селото живеят едва 20-на души.

## Редовни събития
Събор на селото, който се провежда всяка година в събота след петдесетница по православния календар.